# DH오토리드
주식회사 DH오토리드(영어: DH AUTOLEAD)는 DH그룹 계열의 자동차 스티어링 휠 제조 기업이다.

## 유상증자
운영자금 등 약 93억 6천만원을 조달하고자 제 3자 배정 유상증자를 하였으며 주당 3천620원에 제3자배정 대상자는 DH오토웨어이다.

## 사업장 현황
- 본사: 전북특별자치도 완주군 봉동읍 완주산단8로 66
- 연구소: 경기도 성남시 중원구 둔촌대로 509